# Version intégrale
Version intégrale – album Garou z 2011 r., pierwszy w całości nagrywany we Francji. Do współpracy piosenkarz zaprosił takich Jacques'a Venerusa, Davida Esposita, Pascala Obispo i Mike'a Ibrahima. Nad całością albumu czuwał producent Pierre Jaconelli. Singlem promującym album była piosenka J'avais besoin d'être là. 

## Lista utworów
| #   | Tytuł                              | Autor tekstu                | kompozytor             | Czas trwania |
| --- | ---------------------------------- | --------------------------- | ---------------------- | ------------ |
| 1.  | J'avais besoin d'être là           | Jacques Veneruso            | Jacques Veneruso       |              |
| 2.  | Version intégrale                  | Diane Cadieux               | Marc Dupre             |              |
| 3.  | Je resterai le même                | Iren Bo                     | Patrick Hampartzoumian |              |
| 4.  | Si tu veux que je ne t`aime plus   | François Welgryn            | David Esposito         |              |
| 5.  | For You                            | Jean-Jacques Goldman, Garou | Jacques Veneruso       |              |
| 6.  | Salutations distinguées            | Pierre Lorain               | Pascal Obispo          |              |
| 7.  | Je l'aime encore                   | Felix Gray                  | Felix Gray             |              |
| 8.  | Bonne espérance                    | Mike Ibrahim                | Mike Ibrahim           |              |
| 9.  | Mise à jour (feat Lorène Devienne) | Garou                       | Garou                  |              |
| 10. | Un nouveau monde                   | Jacques Veneruso            | Jacques Veneruso       |              |
| 11. | Passagers que nous sommes          | Marie Bastide               | Gioacchino Maurici     |              |
| 12. | T'es là                            | Garou                       | Garou                  |              |
| 13. | La scène                           | Charly Bouchara             | Terez Montcalm         |              |